# Chiesa dello Spirito Santo (Casal di Principe)
La chiesa dello Spirito Santo è un luogo di culto cattolico di Casal di Principe, in provincia di Caserta e diocesi di Aversa. 

## Storia
Sul finire del XIX secolo Casal di Principe, come gli altri comuni dell'area a Nord di Napoli, visse un momento di crescita demografica ed una conseguente espansione urbanistica. Dal momento che l'antica chiesa parrocchiale del Santissimo Salvatore non era più sufficiente per la cura d'anime del comune del casertano il vescovo di Aversa del tempo, Settimio Caracciolo di Torchiarolo, nel 1917 approvò l'erezione di una parrocchia dedicandola allo Spirito Santo.
A partire dal 1908 il sacerdote casalese Francesco Gagliardi aveva iniziato la costruzione della nuova chiesa quasi ai confini della cittadina, sulla strada che porta a Villa Literno. L'edificio religioso fu eretto su una precedente cappella dello Spirito Santo, detta "del lupo" per la presenza di un lupo che la infestava e teneva lontani gli abitanti. I lavori di costruzioni si protrassero per tutto il primo quarto del XX secolo venendo sospesi nel 1909 quando, a seguito di un'epidemia di colera, il cantiere fu adibito a lazzaretto dal comune di Casal di Principe.

## Descrizione
Realizzata in stile libero, fino agli inizi del primo decennio, la chiesa dello Spirito Santo di Casal di Principe conservava ancora un tela della Crocifissione del XVII secolo che possiamo considerar come ultima testimonianza della cappella precedente.
La facciata, di gusto neoromanico, si caratterizza per i suoi tre portali d'ingresso sormontati da tre finestroni che illuminano la cantoria e l'aula liturgica. La chiesa è divisa dalla strada da uno spiazzo ed è sopraelevata per mezzo di una gradinata. Il campanile è adiacente alla chiesa ed è alto quanto la facciata, esso è fornito di un orologio che fa da supporto alla struttura in mattoni che tiene le due campane.
La chiesa dello Spirito Santo è stata costruita a navata unica, coperta da una volta a botte, scandita da tre campate e terminante con un ampio presbiterio sormontato da un catino absidale. Al primo quarto del XX secolo risalgono le decorazioni pittoriche della volta e del catino, opera del pittore Alfonso De Chiara, che raffigurano Mosè, gli Evangelisti, i profeti Davide, Isaia, Zaccaria e Geremia. Nella chiesa si conserva una pregevole statua della Madonna di La Salette che è stata donata nel 1920 in segno di una profonda devozione alla vergine francese.